# Marko Rehmer
Marko Rehmer est un footballeur allemand né le 29 avril 1972 à Berlin. Il évolue au poste de défenseur central ou de défenseur droit.

## Carrière
- 1990-1999 : 1. FC Union Berlin  Allemagne
- 1976-1999 : FC Hansa Rostock  Allemagne
- 1999-2005 : Hertha BSC Berlin  Allemagne
- 2005-2007 : Eintracht Francfort  Allemagne